# Cyrtandra incompta
Cyrtandra incompta är en tvåhjärtbladig växtart som beskrevs av William Jack. Cyrtandra incompta ingår i släktet Cyrtandra och familjen Gesneriaceae. Inga underarter finns listade i Catalogue of Life.